# Samsung Galaxy Pocket Plus

Este dispositivo es el sucesor del anterior, Samsung Galaxy Pocket. A diferencia de su antecesor, incluye una versión más reciente del sistema operativo Android, y mejoras en conectividad.
Más información :
http://m.gsmarena.com/samsung_galaxy_pocket_plus_s5301-5461.php

## Características
- Quad-Band GSM y 3G (HSDPA/ 3.6 Mbits/s).
- Soporte Hotspot Mobile.
- Pantalla táctil, botón menú y retroceso táctil y home físico.
- 512MB de memoria RAM RAM (4 GB disponibles para el sistema).
- Pantalla TFT 262144 colores, resolución QVGA (320 x 240 pixeles), 143 ppp, 2.8", Multitouch (dual-touch).
- Android 4.0.4 (Ice Cream Sandwich) TouchWiz 4.0
- 103.7 x 57.5 x 12 mm.
- Peso: 95,5 gramos.
- Batería 1200 mAh (520 horas Stand-By/460 horas Stand-By 3G/6 horas 3G y uso de datos).
- Procesador de un núcleo a 850 MHz Broadcom BCM21654 armv7 Cortex-A9.
- Plataforma Thunderbird EDN31.
- GPU Broadcom VideoCore IV HW.
- Almacenamiento interno de 4 GB (3 GB datos/1 GB para aplicaciones).
- Permite almacenamiento externo tarjeta microSD, microSDHC hasta 32 GB.
- Cámara de 2 MP (1600x1200 pixeles) detección de sonrisa, compensación de exposición, geo-etiqueta, panorámica, efectos especiales, balance de blancos, temporizador.
- Grabadora de videos QVGA (15 fps).
- Radio FM estéreo.
- Soporte internet navegación HTML5.
- Posicionamiento A-GPS.

- Datos: Q16927786